# كارلوس رولون
كارلوس رولون (بالإسبانية: Carlos Rolón)‏ هو لاعب كرة قدم باراغواياني في مركز الدفاع، ولد في 30 يونيو 1992 في باراغواري في باراغواي. لعب مع Club Sportivo Carapeguá ‏.

## وصلات خارجية
- كارلوس رولون على موقع قاعدة بيانات كرة القدم.إي يو (الإنجليزية)
- كارلوس رولون على موقع ناشيونال فوتبول تيمز (الإنجليزية)
- كارلوس رولون على موقع Soccerbase.com (لاعب) (الإنجليزية)
- كارلوس رولون على موقع Soccerway.com (الإنجليزية)
- كارلوس رولون على موقع عالم كرة القدم.نت (الإنجليزية)
- كارلوس رولون على موقع AS.com (الإسبانية)